# Abstrusomyzus
Abstrusomyzus  (лат.) — род тлей из подсемейства Aphidinae (Macrosiphini). Неарктика.

## Описание
Мелкие насекомые желтовато-зелёного цвета, длина около 2 мм.
Ассоциированы с различными растениями (Achillea, Agoseris, Apocynum, Пастушья сумка, Carex, Centaurea, Cerastium, Galium, Phacelia, Phlox, Plantago, Polygonum, Ranunculus, Stellaria, Trifolium, Viola). Диплоидный набор хромосом 2n=18 (Abstrusomyzus phloxae). Близок к роду тлей Myzus. Ранее включали в состав рода Ovatus.
- Abstrusomyzus leucocrini (Gillette & Palmer, 1929)
- Abstrusomyzus phloxae (Sampson, 1939)
- Abstrusomyzus reticulatus (Heie, 1972)
- Abstrusomyzus valuliae (Robinson, 1974)